# Avocats et Associés
Avocats et Associés est une série télévisée française en 115 épisodes de 52 minutes (115 épisodes et un "crossover" avec la série PJ en 2007) créée par Valérie Guignabodet et Alain Krief et diffusée entre le 24 octobre 1998 et le 8 octobre 2010 sur France 2 et sur la chaîne Polar+ du Groupe Canal+.

## Synopsis
Cette série met en scène un cabinet d'avocats. À travers les affaires traitées par les membres du cabinet et la vie privée des avocats, de nombreux sujets sont abordés : le divorce et ses conséquences, le conflit d'héritage, l'homicide volontaire ou involontaire, le viol, l'inceste, la drogue, le racisme...
Dans le premier épisode, nous voyons la jeune Caroline Varennes arriver au cabinet Zelder-Carvani composé d'Antoine Zelder, le patriarche et fondateur du cabinet, son associé et ami Robert Carvani, le fils d'Antoine, Laurent, et Michèle Berg, brillante avocate qui par la suite deviendra associée du cabinet. Plus tard l'équipe sera rejointe par Gladys Dupré.
Après avoir eu un enfant avec Antoine, Michèle partira pour le Canada avec son nouveau compagnon. Dans le même temps, Caroline va renverser accidentellement un piéton, grâce à Robert, elle réussira à s'en sortir, mais, incapable de reprendre le métier, elle démissionnera. Le cabinet va donc voir l'arrivée de nouveaux avocats comme Nicolas et Claire. Au fil des saisons, l'équipe connaîtra bien des changements.

## Fiche technique
- Titre : Avocats et Associés
- Réalisation : Philippe Triboit
- Scénario : 
  - Alain Krief (13 épisodes, 1998-2002),
  - Valérie Guignabodet (11 épisodes, 1998-2001),
  - Laurent Burtin (21 épisodes, 2000-2007),
  - Sylvie Chauvet (8 épisodes, 2001-2003),
  - François Peroche (2 épisodes, 2002),
  - Marie-Pierre Thomas (6 épisodes, 2003-2005),
  - Jean-Pierre Martinez (23 épisodes, 2004-2008),
  - Isabel Sebastian (5 épisodes, 2004-2007),
  - Marc-Antoine Laurent (2 épisodes, 2004-2005),
  - Anne Valton (2 épisodes, 2005-2007),
  - Nathalie Suhard (2 épisodes, 2007),
  - Pascal Perbet (4 épisodes, 2007-2009),
  - Lionel Olenga (4 épisodes, 2007-2009),
  - Olivier Fox (7 épisodes, 2005-2009)
  - Patrice Martineau (15 épisodes, 2003-2006)
  - Christophe Barraud (8 épisodes, 2005-2006)
- Musique : Frédéric Porte
- Durée : 52 min.
- Genre : Série judiciaire
- Date de première diffusion : 24 octobre 1998 sur France 2
- Date de dernière diffusion : 8 octobre 2010 sur France 2

## Distribution

### Associés
- Victor Garrivier : Antoine Zelder, cofondateur du cabinet (épisodes 1 - 69)
- François-Éric Gendron : Robert Carvani, cofondateur du cabinet (épisodes 1 - 115)
- Frédéric Gorny : Laurent Zelder, fils d'Antoine (épisodes 1 - 115)
- Muriel Combeau : Gladys Dupré (épisodes 11 - 115)
- Micky Sébastian : Michèle Berg (épisodes 1-42 ; 70)
- Jean-Claude Dauphin : Serge N'Guyen (épisodes 65 - 115)

### Avocats du cabinet
- Julie Debazac : Caroline Varennes (épisodes 1-40)
- Valérie Benguigui : Nadia Botkine (épisodes 29 - 77)
- François Levantal : Nicolas Foucault (épisodes 37 - 64)
- Gaëla Le Devehat : Claire Sauvage (épisodes 37 - 75)
- Delphine Serina : Élisabeth Vieville (épisodes 61 - 115)
- Ingrid Mareski : Emmanuelle de Biguelègues (épisodes 77 - 115)
- Joffrey Platel : Damien Fuzatti (épisodes 98 - 115)

### Personnel du cabinet
- Dominique MacAvoy : Vanessa Molinier (épisodes 1 - 48, 61)
- Cécile Rebboah : Audrey Saducci (épisodes 1 - 115)
- Edéa Darcque : Rose (épisodes 19 - 115)
- Adrienne Bonnet : Elsa (épisodes 1-18)

### Autres
- Mathias Mlekuz : Paul Merlet (2002-2005), avocat, compagnon de Laurent Zelder avec qui il s'est pacsé avant de partir pour Lyon
- Flannan Obé : Jean-Bern (2006-2008), barman, nouveau compagnon de Laurent Zelder, « fleur bleue », passe pour un inculte auprès des amis avocats de Laurent
- Christophe Reymond : Patrick Vieville (2005-2006), archéologue et mari d'Élisabeth Vieville.
- Emmanuelle Meyssignac : Irène Carvani (1998-2000), femme de Robert
- Renaud Danner : Juge Mathieu Védrine (1998-1999), ancien petit ami éconduit de Caroline
- Michèle Loubet : Jeanne Zelder (1998-1999), épouse d'Antoine et mère Laurent
- Yan Duffas : Alexandre d'Avila (2001-2002)
- Claude Brécourt : le juge (2002-2006)
- Nicolas Abraham : Lionel Lejeune (2002)
- Amanda Lear : dans son propre rôle (2007)
- Mathé Souverbie : Mère de Michèle (1998)

## Épisodes
| Épisode | Saison | Épisode | Année de   | Date de      | Titre                                | Réalisateur                | Artistes invités | Remarques |
| N°      | N°     | N°      | production | diffusion    | Titre                                | Réalisateur                | Artistes invités | Remarques |
| ------- | ------ | ------- | ---------- | ------------ | ------------------------------------ | -------------------------- | ---------------- | --------- |
| 1       | 1      | 1       | 1998       | 23 Oct. 1998 | Premier Dossier                      |                            |                  |           |
| 2       | 1      | 2       | 1998       | 23 Oct. 1998 | Prise dans la toile                  | Philippe Triboit           |                  |           |
| 3       | 1      | 3       | 1998       | 30 Oct. 1998 | Faux sanglant                        |                            |                  |           |
| 4       | 1      | 4       | 1998       | 30 Oct. 1998 | Morts en série                       | Philippe Triboit           |                  |           |
| 5       | 1      | 5       | 1998       | 6 Nov. 1998  | Radiée                               |                            |                  |           |
| 6       | 1      | 6       | 1998       | 6 Nov. 1998  | Le voisin du dessous                 |                            |                  |           |
| 7       | 2      | 1       | 1999       | 8 Oct. 1999  | Groupes sanguins                     |                            |                  |           |
| 8       | 2      | 2       | 1999       | 15 Oct. 1999 | Le prix d'un enfant                  |                            |                  |           |
| 9       | 2      | 3       | 1999       | 22 Oct. 1999 | Duel au palais                       |                            |                  |           |
| 10      | 2      | 4       | 1999       | 29 Oct. 1999 | Le prix des sens                     |                            |                  |           |
| 11      | 2      | 5       | 1999       | 5 Nov. 1999  | Parole d'honneur                     |                            |                  |           |
| 12      | 2      | 6       | 1999       | 12 Nov. 1999 | L'affaire Cindy                      |                            |                  |           |
| 13      | 3      | 1       | 2000       | 29 Sep. 2000 | Remise en cause                      |                            |                  |           |
| 14      | 3      | 2       | 2000       | 6 Oct. 2000  | Tractations                          |                            |                  |           |
| 15      | 3      | 3       | 2000       | 13 Oct. 2000 | Le bébé de la finale                 |                            |                  |           |
| 16      | 3      | 4       | 2000       | 20 Oct. 2000 | La preuve par le vide                |                            |                  |           |
| 17      | 3      | 5       | 2000       | 27 Oct. 2000 | Les tensions durent                  |                            |                  |           |
| 18      | 3      | 6       | 2000       | 3 Nov. 2000  | Des hommes amoureux                  |                            |                  |           |
| 19      | 4      | 1       | 2001       | 23 Feb. 2001 | L'enfant battu                       |                            |                  |           |
| 20      | 4      | 2       | 2001       | 2 Mar. 2001  | Les apparences                       |                            |                  |           |
| 21      | 4      | 3       | 2001       | 9 Mar. 2001  | Partie civile                        |                            |                  |           |
| 22      | 4      | 4       | 2001       | 16 Mar. 2001 | L'Ogresse                            |                            |                  |           |
| 23      | 4      | 5       | 2001       | 23 Mar. 2001 | Casse-mannequin                      |                            |                  |           |
| 24      | 4      | 6       | 2001       | 30 Mar. 2001 | Quinze ans et demi                   |                            |                  |           |
| 25      | 5      | 1       | 2001       | 26 Oct. 2001 | Vice de forme                        |                            |                  |           |
| 26      | 5      | 2       | 2001       | 2 Nov. 2001  | Bug plug                             |                            |                  |           |
| 27      | 5      | 3       | 2001       | 9 Nov. 2001  | Le démon de minuit                   |                            |                  |           |
| 28      | 5      | 4       | 2001       | 16 Nov. 2001 | (Presque) tout sur Robert            |                            |                  |           |
| 29      | 5      | 5       | 2001       | 23 Nov. 2001 | Paroles de femmes                    |                            |                  |           |
| 30      | 5      | 6       | 2001       | 30 Nov. 2001 | Présumé coupable                     |                            |                  |           |
| 31      | 6      | 1       | 2002       | 29 Mar. 2002 | La clef sous la porte                |                            |                  |           |
| 32      | 6      | 2       | 2002       | 5 Apr. 2002  | Parents indignes                     |                            |                  |           |
| 33      | 6      | 3       | 2002       | 12 Apr. 2002 | Bourreaux d'enfants                  |                            |                  |           |
| 34      | 6      | 4       | 2002       | 19 Apr. 2002 | Retour de bâton                      |                            |                  |           |
| 35      | 6      | 5       | 2002       | 26 Apr. 2002 | Petit coup de blues                  |                            |                  |           |
| 36      | 6      | 6       | 2002       | 3 May 2002   | Silence on tourne                    |                            |                  |           |
| 37      | 7      | 1       | 2002       | 18 Oct. 2002 | Meurtre par procuration              |                            |                  |           |
| 38      | 7      | 2       | 2002       | 25 Oct. 2002 | Celle par qui le scandale arrive     |                            |                  |           |
| 39      | 7      | 3       | 2002       | 1 Nov. 2002  | Les parasites                        |                            |                  |           |
| 40      | 7      | 4       | 2002       | 8 Nov. 2002  | La grande muette                     |                            |                  |           |
| 41      | 7      | 5       | 2002       | 15 Nov. 2002 | Sexe, drogue et techno               |                            |                  |           |
| 42      | 7      | 6       | 2002       | 22 Nov. 2002 | Rendez-moi ma fille                  |                            |                  |           |
| 43      | 8      | 1       | 2003       | 11 Apr. 2003 | Les dieux du stade                   |                            |                  |           |
| 44      | 8      | 2       | 2003       | 18 Apr. 2003 | Trop d'amour                         |                            |                  |           |
| 45      | 8      | 3       | 2003       | 25 Apr. 2003 | Faux et usage de faux                |                            |                  |           |
| 46      | 8      | 4       | 2003       | 2 May 2003   | Secrets de campagne                  |                            |                  |           |
| 47      | 8      | 5       | 2003       | 9 May 2003   | L'enfant du silence                  |                            |                  |           |
| 48      | 8      | 6       | 2003       | 16 May 2003  | Le loup dans la bergerie             |                            |                  |           |
| 49      | 9      | 1       | 2003       | 12 Dec. 2003 | 13, rue des Lys                      |                            |                  |           |
| 50      | 9      | 2       | 2003       | 19 Dec. 2003 | Double Jeu                           |                            |                  |           |
| 51      | 9      | 3       | 2003       | 26 Dec. 2003 | Le baptême du feu                    |                            |                  |           |
| 52      | 9      | 4       | 2004       | 2 Jan. 2004  | La mort en douce                     |                            |                  |           |
| 53      | 9      | 5       | 2004       | 9 Jan. 2004  | L'ombre d'un doute                   |                            |                  |           |
| 54      | 9      | 6       | 2004       | 16 Jan. 2004 | Sexe, mensonge et thérapie           |                            |                  |           |
| 55      | 10     | 1       | 2004       | 9 Apr. 2004  | Mort assurée                         |                            |                  |           |
| 56      | 10     | 2       | 2004       | 16 Apr. 2004 | Enfance volée                        |                            |                  |           |
| 57      | 10     | 3       | 2004       | 23 Apr. 2004 | Jean et le bébé                      |                            |                  |           |
| 58      | 10     | 4       | 2004       | 30 Apr. 2004 | Le chauffard                         |                            |                  |           |
| 59      | 10     | 5       | 2004       | 7 May 2004   | Faux coupables                       |                            |                  |           |
| 60      | 10     | 6       | 2004       | 14 May 2004  | Nuit blanche                         |                            |                  |           |
| 61      | 11     | 1       | 2004       | 22 Oct. 2004 | Retour de flammes                    |                            |                  |           |
| 62      | 11     | 2       | 2004       | 29 Oct. 2004 | À corps défendant                    |                            |                  |           |
| 63      | 11     | 3       | 2004       | 5 Nov. 2004  | Chère maman                          |                            |                  |           |
| 64      | 11     | 4       | 2004       | 12 Nov. 2004 | La mémoire envolée                   |                            |                  |           |
| 65      | 11     | 5       | 2004       | 19 Nov. 2004 | Mal aimés                            |                            |                  |           |
| 66      | 11     | 6       | 2004       | 26 Nov. 2004 | Le témoin                            |                            |                  |           |
| 67      | 12     | 1       | 2005       | 25 Mar. 2005 | Pour le pire                         |                            |                  |           |
| 68      | 12     | 2       | 2005       | 1 Apr. 2005  | Calzone                              |                            |                  |           |
| 69      | 12     | 3       | 2005       | 8 Apr. 2005  | Le requin jaune                      |                            |                  |           |
| 70      | 12     | 4       | 2005       | 15 Apr. 2005 | La corde                             |                            | Micky Sébastian  |           |
| 71      | 12     | 5       | 2005       | 22 Apr. 2005 | Sans interdit                        |                            |                  |           |
| 72      | 12     | 6       | 2005       | 29 Apr. 2005 | Memoire trouble                      |                            |                  |           |
| 73      | 13     | 1       | 2005       | 14 Oct. 2005 | L'héritage                           |                            |                  |           |
| 74      | 13     | 2       | 2005       | 21 Oct. 2005 | Le feu de l'amour                    |                            |                  |           |
| 75      | 13     | 3       | 2005       | 28 Oct. 2005 | Explosif                             |                            |                  |           |
| 76      | 13     | 4       | 2005       | 4 Nov. 2005  | Les ciseaux                          |                            |                  |           |
| 77      | 13     | 5       | 2005       | 11 Nov. 2005 | Fantômes en stock                    |                            |                  |           |
| 78      | 13     | 6       | 2005       | 18 Nov. 2005 | L'oiseau miteux                      |                            | Sara Martins     |           |
| 79      | 14     | 1       | 2006       | 15 Sep. 2006 | La dernière séance                   | Christophe Barraud         |                  |           |
| 80      | 14     | 2       | 2006       | 22 Sep. 2006 | L'aveu                               |                            |                  |           |
| 81      | 14     | 3       | 2006       | 29 Sep. 2006 | Les deux font la paire               |                            |                  |           |
| 82      | 14     | 4       | 2006       | 6 Oct. 2006  | À corps perdu                        |                            |                  |           |
| 83      | 14     | 5       | 2006       | 13 Oct. 2006 | Plaisir fatal                        |                            |                  |           |
| 84      | 14     | 6       | 2006       | 20 Oct. 2006 | Le coup de grâce                     |                            |                  |           |
| 85      | 15     | 1       | 2007       | 9 Feb. 2007  | Désordre                             | Claire de la Rochefoucauld |                  |           |
| 86      | 15     | 2       | 2007       | 16 Feb. 2007 | Un crime presque parfait             |                            |                  |           |
| 87      | 15     | 3       | 2007       | 22 Feb. 2007 | Frozen Margarita                     |                            |                  |           |
| 88      | 15     | 4       | 2007       | 2 Mar. 2007  | Le mal du siècle                     |                            |                  |           |
| 89      | 15     | 5       | 2007       | 9 Mar. 2007  | Du plomb dans l'aile                 |                            |                  |           |
| 90      | 15     | 6       | 2007       | 16 Mar. 2007 | La lutte finale                      |                            |                  |           |
| 91      | 15     | 7       | 2007       | 23 Mar. 2007 | Peur bleue                           |                            |                  |           |
| 92      | 15     | 8       | 2007       | 30 Mar. 2007 | Déni                                 |                            |                  |           |
| 93      | 15     | 9       | 2007       | 6 Apr. 2007  | Sans appel                           |                            |                  |           |
| 94      | 15     | 10      | 2007       | 13 Apr. 2007 | Consentement mutuel                  |                            |                  |           |
| 95      | 15     | 11      | 2007       | 20 Apr. 2007 | Le choix du père                     |                            |                  |           |
| 96      | 15     | 12      | 2007       | 27 Apr. 2007 | Jeu de rôles                         |                            |                  |           |
| 97      | 15     | 13      | 2007       | 4 May 2007   | La damnation rend sourd              |                            |                  |           |
| 98      | 16     | 1       | 2007       | 21 Dec. 2007 | Le débauché                          |                            |                  |           |
| 99      | 16     | 2       | 2007       | 28 Dec. 2007 | Émotion de censure                   |                            |                  |           |
| 100     | 16     | 3       | 2008       | 4 Jan. 2008  | Guacamole                            |                            |                  |           |
| 101     | 16     | 4       | 2008       | 11 Jan. 2008 | Défenses illégitimes                 |                            |                  |           |
| 102     | 16     | 5       | 2008       | 18 Jan. 2008 | Pas le Pérou                         |                            |                  |           |
| 103     | 16     | 6       | 2008       | 1 Feb. 2008  | Contestations                        |                            |                  |           |
| 104     | 17     | 1       | 2009       | 2 Jul. 2009  | Eau trouble                          |                            |                  |           |
| 105     | 17     | 2       | 2009       | 2 Jul. 2009  | Au bout de l'horreur                 |                            |                  |           |
| 106     | 17     | 3       | 2009       | 9 Jul. 2009  | Cyrano                               |                            |                  |           |
| 107     | 17     | 4       | 2009       | 9 Jul. 2009  | Abus dangereux                       |                            |                  |           |
| 108     | 17     | 5       | 2009       | 16 Jul. 2009 | Impunité                             |                            |                  |           |
| 109     | 17     | 6       | 2009       | 16 Jul. 2009 | Refreshing Solutions                 |                            |                  |           |
| 110     | 18     | 1       | 2010       | 3 Sep. 2010  | Retrouvailles                        |                            |                  |           |
| 111     | 18     | 2       | 2010       | 10 Sep. 2010 | Un enterrement de vie de jeune fille |                            |                  |           |
| 112     | 18     | 3       | 2010       | 17 Sep. 2010 | Cavale                               |                            |                  |           |
| 113     | 18     | 4       | 2010       | 24 Sep. 2010 | À la vie, à la mort                  |                            |                  |           |
| 114     | 18     | 5       | 2010       | 1 Oct. 2010  | La chute                             |                            |                  |           |
| 115     | 18     | 6       | 2010       | 8 Oct. 2010  | In nomine patris                     |                            |                  |           |

## Commentaires
- Cette série a fait avec la série PJ l'objet en 2007 du premier crossover français, épisode "Désordre" en 2007.
- À la fin de l'épisode 72, Mémoires troubles, il est inscrit « Ces épisodes sont dédiés à la mémoire de Victor Garrivier ».